# Tyrrell 006
Der Tyrrell 006 war ein Formel-1-Rennwagen, der bei Tyrrell entwickelt, gebaut und werksseitig erstmals in der Formel-1-Saison 1972 ab dem Großen Preis von Kanada mit François Cevert am Steuer eingesetzt wurde. Jackie Stewart gewann mit dem 006 die Fahrer-Meisterschaft der Saison 1973, Stewarts dritten und letzten Titel.
Der 006 war eine leicht überarbeitete Version des vorhergehenden Tyrrell 005, aber im Gegensatz dazu war es der erste von Tyrrell gebaute Typ, der nicht nur als Einzelstück gebaut wurde. Die Nummer „006“ war also eine Modell- und nicht eine Fahrgestellnummer. Insgesamt wurden drei Tyrrell-006-Chassis gebaut. Der Bau und die Entwicklung des 006-Modells wurde mit Beginn der Formel-1-Saison 1974 schrittweise eingestellt, als Tyrrell den nachfolgenden Tyrrell 007 konstruierte.

## Entwicklung und Design
Das Auto wurde von Derek Gardner entworfen und übernahm viele bewährte Komponenten des 005. Der 006 war ein eher konventionelles, auf Beständigkeit und Wettbewerbsfähigkeit ausgelegter Rennwagen, ohne die innovativen oder extremen Lösungen seines Rivalen Lotus 72.
Er war mit dem klassischen Cosworth-DFV-90°-V8-3-Liter-Motor mit vier Ventilen pro Zylinder und einem Hewland-Getriebe ausgestattet. Diese Kombination war typisch für britische Teams Ende der 1960er-, Anfang der 1970er-Jahre und versprach gute Leistung, verhältnismäßig niedrige Kosten und hohe Zuverlässigkeit. So hatte während der gesamten Saison 1973 Stewart nur einen einzigen Motorschaden. Die wenigen anderen Schwierigkeiten, die während der Saison auftraten, waren ein Bremsversagen in Spanien und ein Getriebeproblem in England für Stewart sowie ein Aufhängungsbruch für Cévert in Österreich.
Die Leistung des V8-Motors betrug 450 PS. Jede der beiden Zylinderbänke hatte nur einen Zylinderkopf, in dem zwei Nockenwellen und die Führungen für die Ventilstößel enthalten waren. Diese Lösung wurde angewendet, um die Konstruktion der Köpfe zu vereinfachen und mechanische Eingriffe zu erleichtern. Die Nockenwellen wurden von Zahnrädern angetrieben; die Zündanlage stammte von Lucas.
Das Fahrgestell war ein Aluminium-Monocoque. Aufhängung und Bremssystem wurden im „Inboard-Design“ gestaltet. Dafür und auch für die verschiedenen Kühlsysteme wurden spezielle Lufteinlässe geschaffen.
Prägnant waren der hohe Lufteinlass bzw. die Airbox hinter dem Fahrer und der massive Frontflügel, in dem der Ölkühler eingebaut war. Auch die an den Seiten angebrachten Wasserkühler, die einem von Lotus eingeleiteten Trend folgten, waren auffallend. 

## Lackierung
Wie alle vorherigen Tyrrell-Fahrzeuge war auch der 006 in einem dunklen Blau lackiert. Der Wagen trug Aufkleber von Tyrrells Hauptsponsor Elf sowie von Ford und dem Reifenlieferanten Goodyear.

## Rennhistorie
Der erste 006 wurde gebaut, als Cévert ein neues Fahrzeug brauchte, da er sein bisheriges Auto bei einem Rennunfall stark beschädigt hatte. Den neuen Wagen, der dem Vorgängermodell Tyrrell 005 sehr ähnlich war, setzte er erstmals beim Grand Prix von Kanada 1972 ein. Stewart fuhr den „alten“ 005. In dieser Besetzung trat das Team auch im folgenden Grand Prix der Vereinigten Staaten, dem letzten Rennen der Saison, an.
Stewart fuhr den 005 auch weiterhin bei den ersten beiden Rennen der Saison 1973, während der Wagen mit der Chassis-Nr. 006/2 im Bau war. Der 006 blieb bis zum Großen Preis von Spanien ein „Einzelstück“, dessen Vergabe von Rennen zu Rennen jeweils neu geregelt wurde. Beim Grand Prix von Südafrika wurde der 006 Stewart anvertraut, der seinen 005 im Qualifying zerstört hatte. Er gewann das Rennen, nachdem er vom 17. Startplatz gestartet war.
Beim Großen Preis von Spanien konnten erstmals beide Piloten mit dem 006 an den Start gehen, als Stewart das 006/2-Chassis erhielt. Von da an wurden die Fahrgestelle 006 und 006/2 endgültig Cévert bzw. Stewart zugewiesen. Der dritte Wagen, 006/3, wurde nach dem Grand Prix von Kanada 1973 hergestellt, als Cévert das ihm zugewiesene Chassis beschädigt hatte. Der 006/3 ist das Auto, in dem Cevert während der Qualifikation für den folgenden Grand Prix der Vereinigten Staaten tödlich verunglückte. Die Saison beendete Stewart dank 5 Siegen (4 davon mit dem Typ 006) und 12 Punkten aus 15 Rennen mit seinem dritten Weltmeistertitel. Es hätte ein weiteres Doppelchampionat „Konstrukteur und Fahrer“ wie 1969 und 1971 werden können, aber Stewarts und Tyrrells Entscheidung, nach dem Tod von Cèvert auf den Start zu verzichten, brachte Lotus den Konstrukteurstitel und Tyrrell den 2. Platz.
Der 006/2, das einzige verbleibende Modell, setzte seine Karriere 1974 fort, bevor er endgültig durch den 007 ersetzt wurde. Er wurde zuerst von Jody Scheckter (Grands Prix von Argentinien, Brasilien und Südafrika) gefahren und dann als Ersatzwagen verwendet. Patrick Depailler setzte es im Rennen in Spanien, Monaco und Frankreich ein, nachdem das erste Auto während der Tests ausgefallen war.

### Die einzelnen Fahrzeuge
| Nr.   | Baujahr | Geschichte | Verbleib                                                                                             |
| ----- | ------- | --- | --- |
| 006   | 1972    | Von François Cévert bei den letzten beiden Grands Prix der Saison 1972 gefahren und während der gesamten Saison 1973, mit Ausnahme des südafrikanischen Grand Prix, wo es Stewart anvertraut wurde, der damit das Rennen gewann.                                              | Während des Großen Preises von Kanada 1973 von Cévert schwer beschädigt.                             |
| 006/2 | 1973    | Von Stewart während der Saison 1973 ab dem Grand Prix von Spanien eingesetzt. Er erzielte damit vier seiner fünf Siege. 1974 dreimal von Jody Scheckter eingesetzt und dann als Ersatzwagen benutzt. Patrick Depailler setzte es ebenfalls bei verschiedenen Grands Prix ein. | Von Ken Tyrrell an Stewart als Geschenk überreicht. Es wird derzeit im Donington Museum ausgestellt. |
| 006/3 | 1973    | Für François Cévert gebaut, der den 006 in Kanada schwer beschädigt hatte. Während des Qualifyings für den Großen Preis der Vereinigten Staaten in Watkins Glenn verunglückte Cevert tödlich.                                                                                 | Der Wagen wurde zerstört.                                                                            |

## Galerie

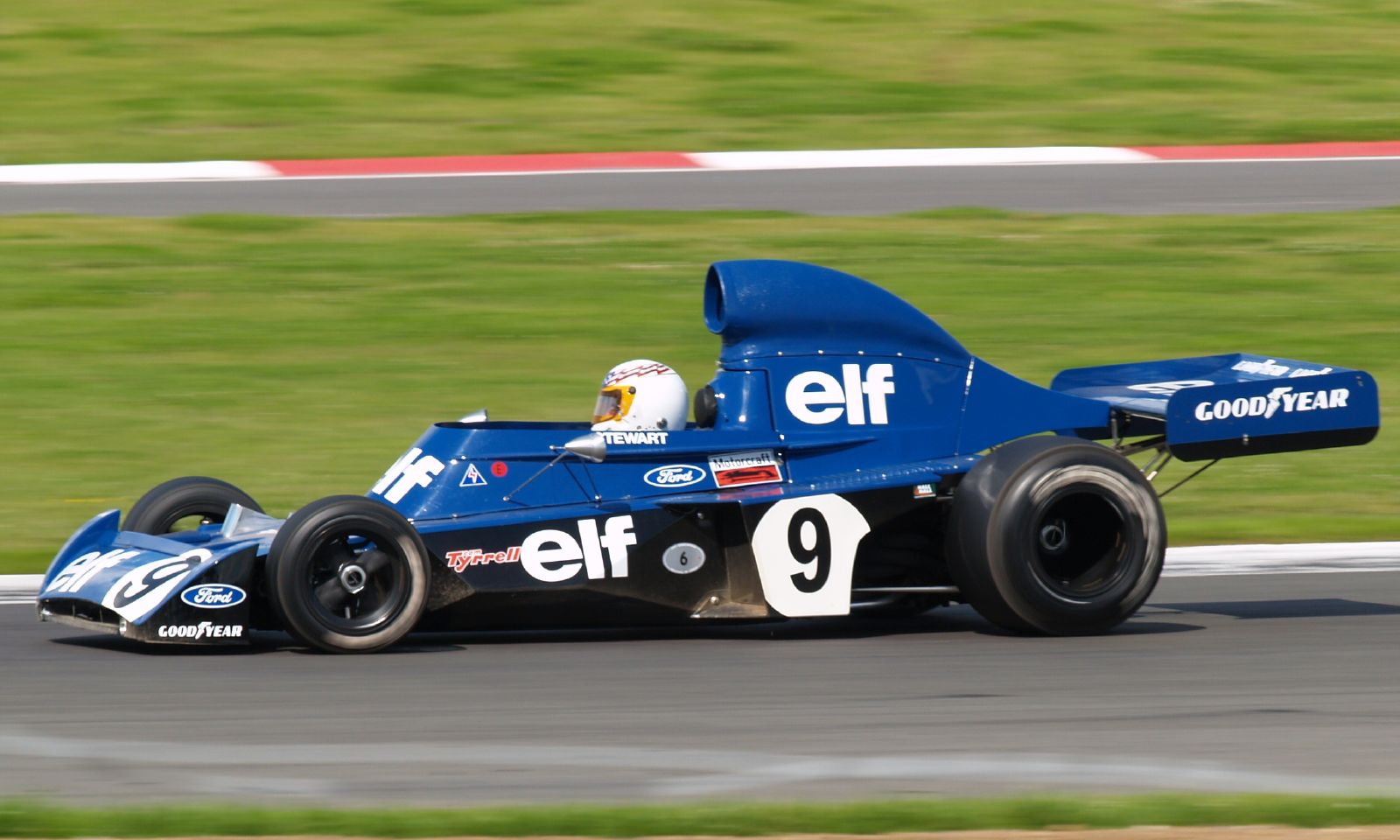
Ex-Stewart 006 in Silverstone, Juli 2007
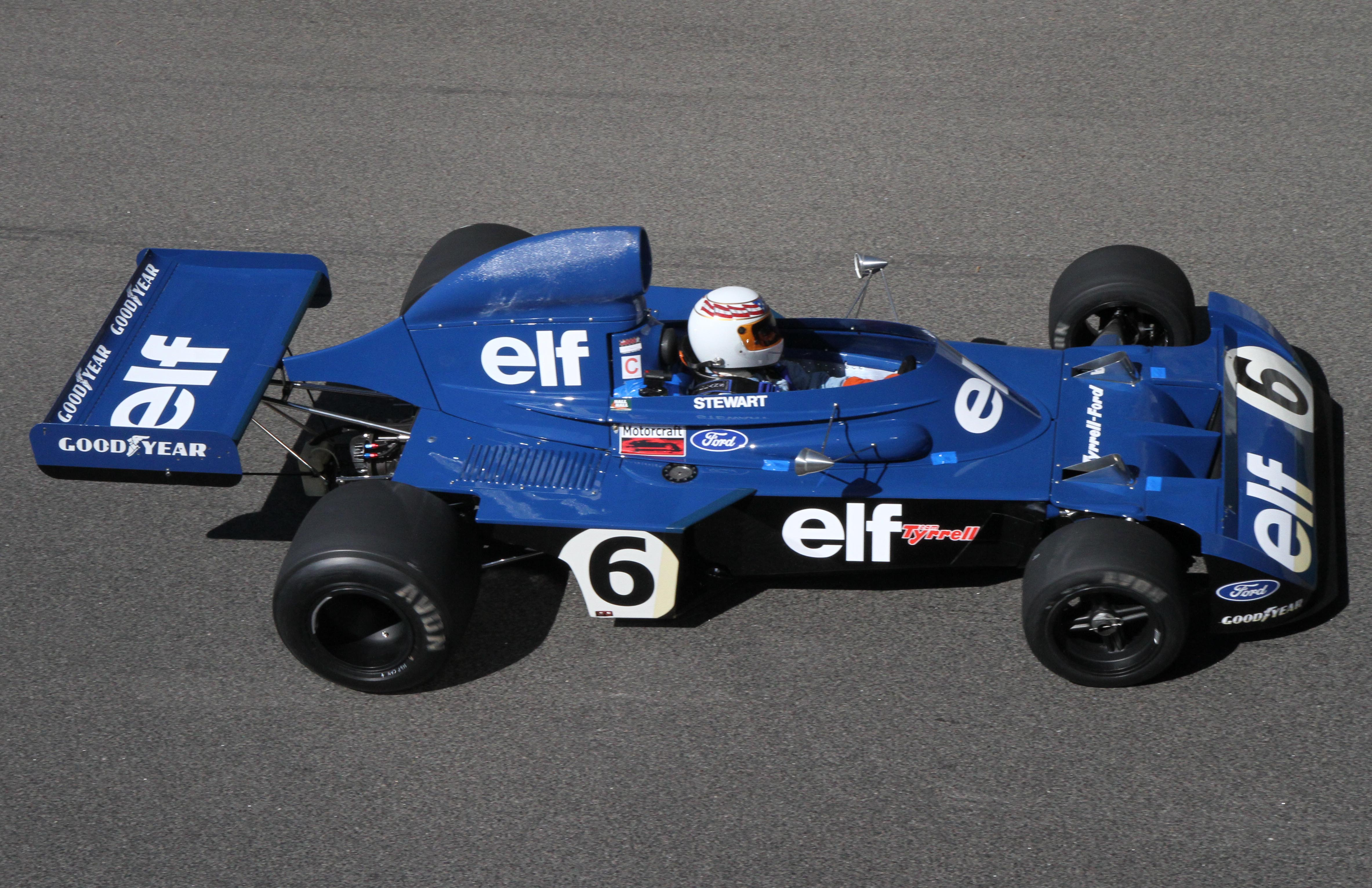
John DeLane im Tyrrell 006 auf dem Circuit Mont-Tremblant während des Legends of Motorsport-Meetings 2010.
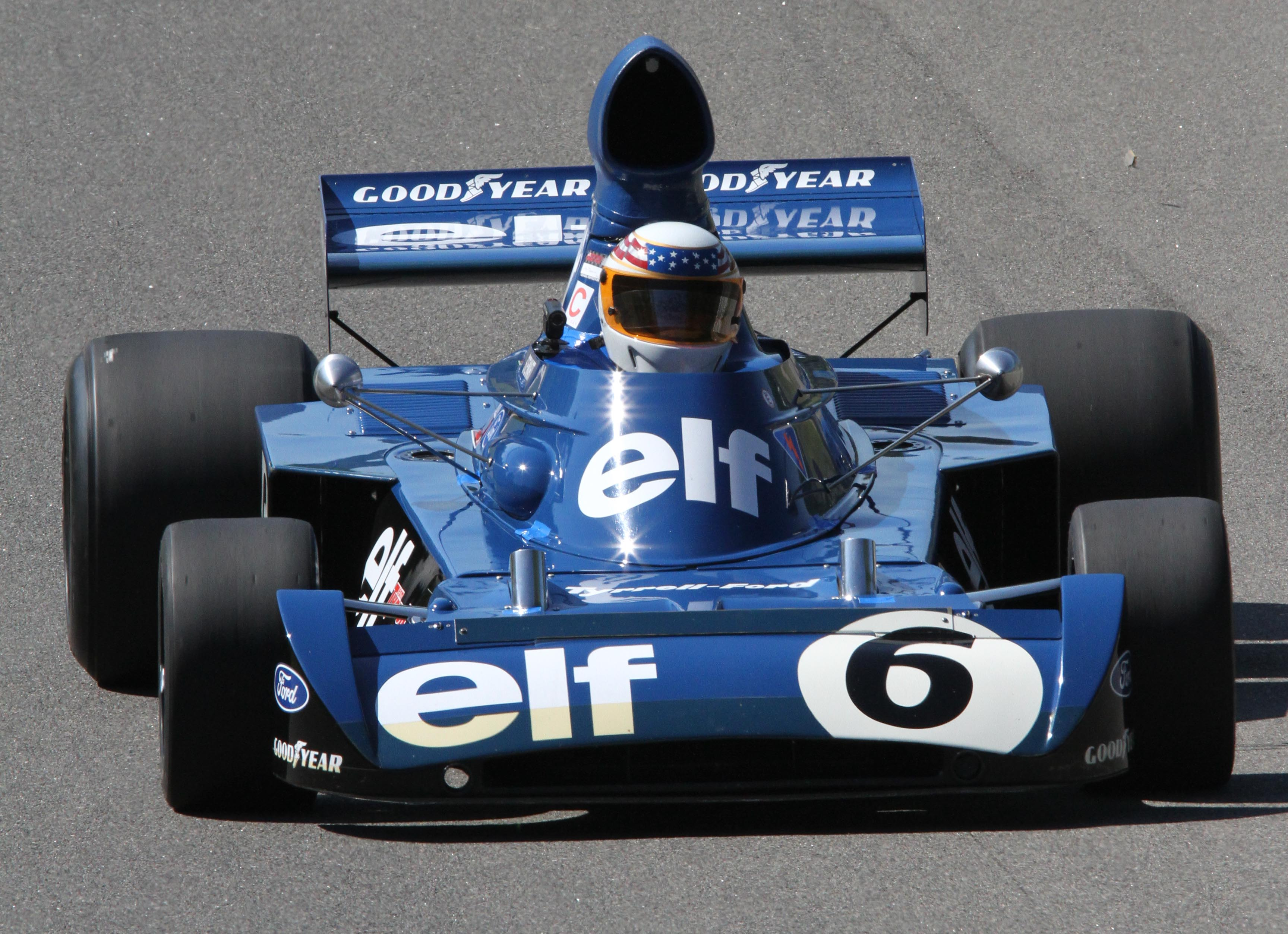
John DeLane im Tyrrell 006 auf dem Circuit Mont-Tremblant während des Legends of Motorsport-Meetings 2010.
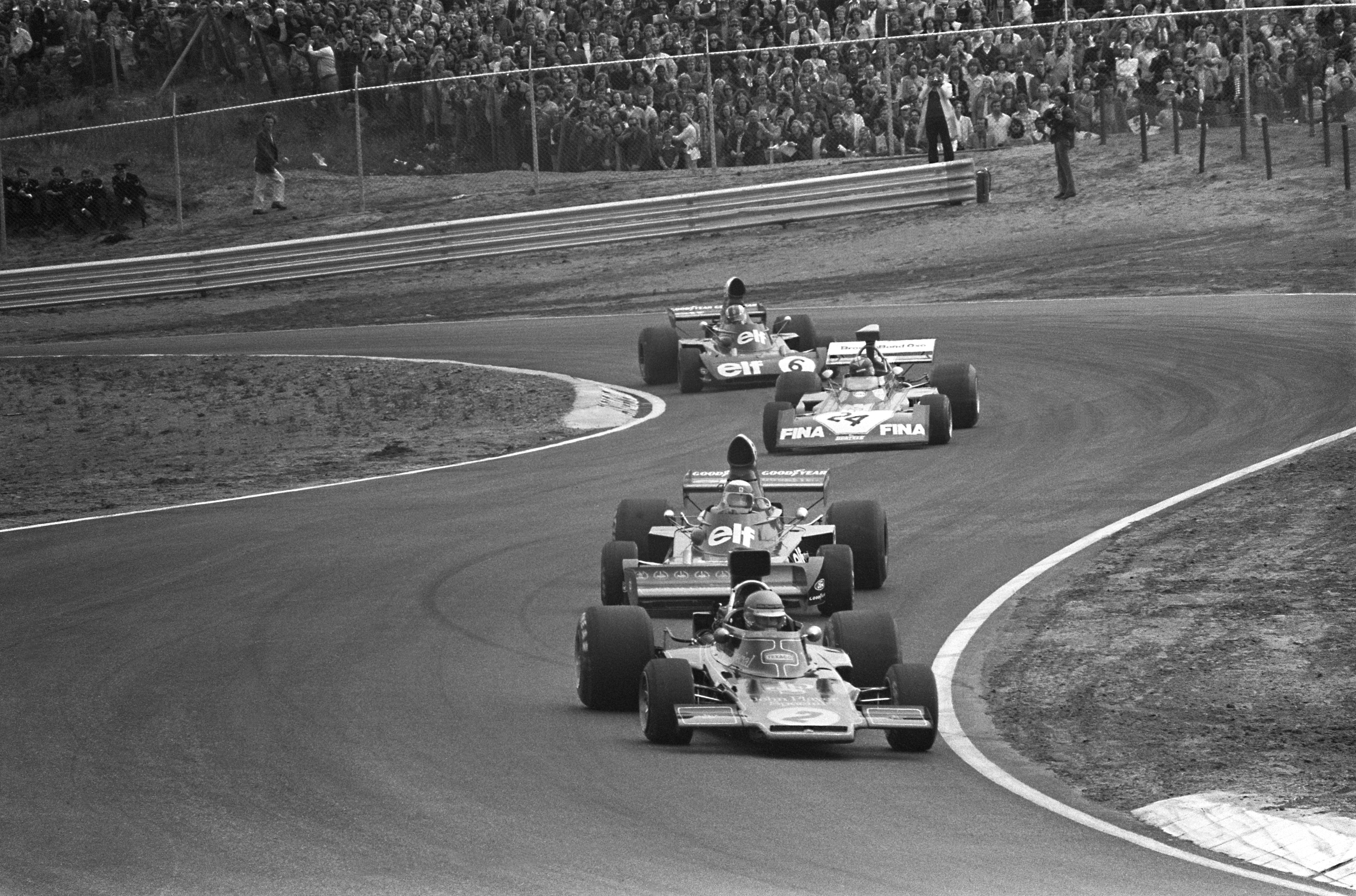
GP der Niederlande (1973) mit Stewart auf Pos.2 und Cévert auf Pos.4
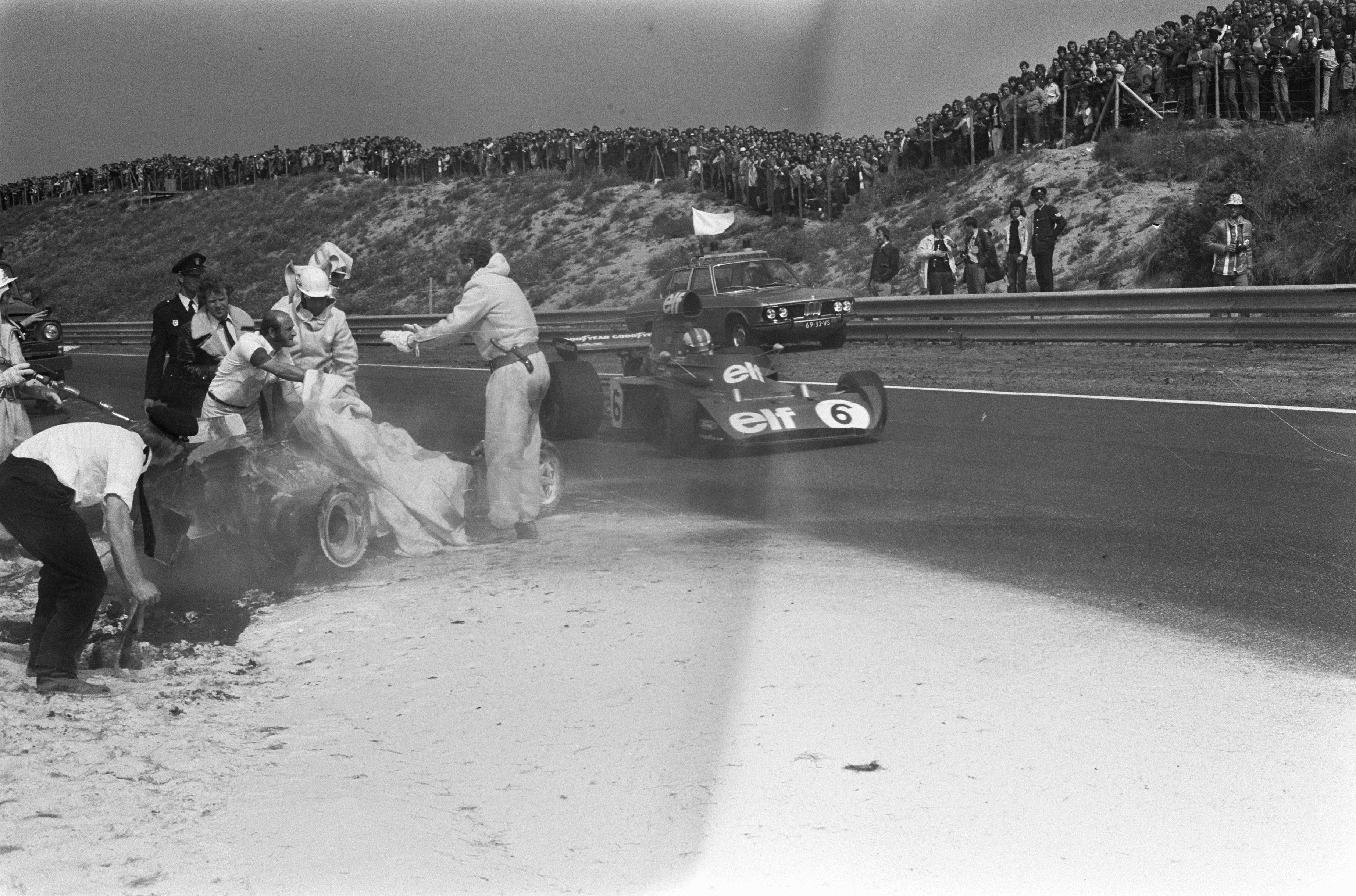
Cévert passiert die Unfallstelle von Roger Williamson während des Grand Prix der Niederlande (1973)